# Куюнджич, Андрия
А́ндрия Ку́юнджич (хорв. Andrija Kujundžić; 29 ноября 1899, Сабадка, Королевство Венгрия, Австро-Венгрия — 11 октября 1970, Суботица, СФРЮ) — югославский хорватский футболист, защитник. Участник Олимпиады 1924 года.

## Карьера

### Клубная
Футболом начал заниматься в 1912 году в клубе хорватской общины Сабадки «Бачка», в составе которого провёл всю игровую карьеру. За резервную команду клуба дебютировал 7 апреля 1914 года, когда его команда играла в Сомборе, а в возрасте 18-ти лет дебютировал в главной команде, за которую играл затем вплоть до завершения карьеры игрока в 1929 году.

### В сборной
В составе главной национальной сборной Королевства СХС дебютировал 28 октября 1921 года в проходившем в Праге товарищеском матче со сборной Чехословакии, в этой встрече его команда проиграла со счётом 1:6, а второй и последний раз сыграл за сборную 8 июня 1922 года в проходившем в Белграде товарищеском матче со сборной Румынии, в котором его команда потерпела поражение со счётом 1:2. Был в заявке сборной на Олимпиаде 1924 года, однако, на поле не выходил.

### Тренерская
Под конец карьеры игрока в 1927 году стал играющим тренером родной «Бачки», которую затем возглавлял в течение 12 лет на посту тренера, а после был и президентом клуба.

## После карьеры
Умер Андрия Куюнджич на 70-м году жизни 11 октября 1970 года в родной Суботице.